# Fürstenborn

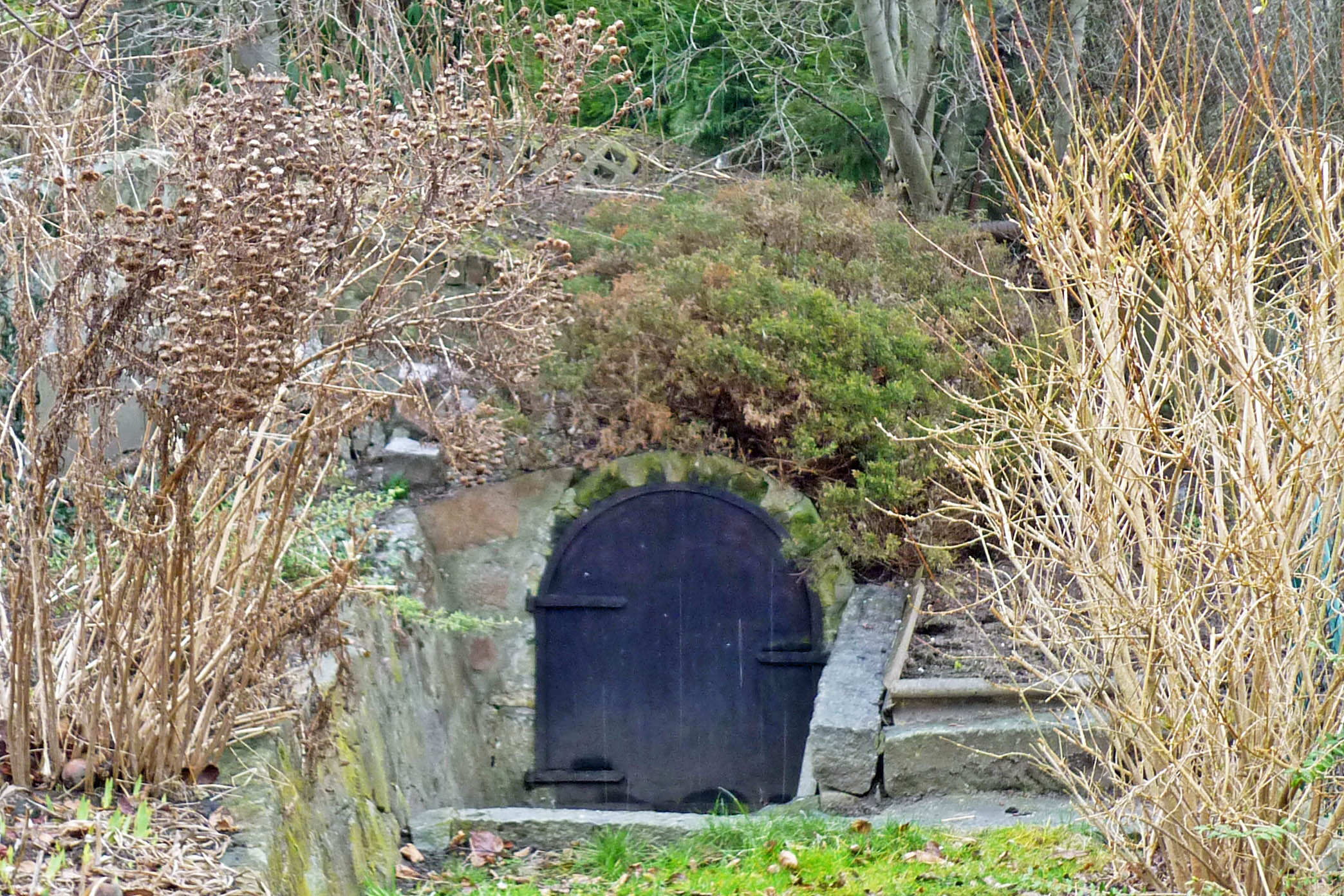
Gewölbe und Zugang zum Fürstenborn

Der Fürstenborn, alternativ auch als Steinborn bezeichnet, ist eine Quelle im Dresdener Ortsteil Klotzsche.

## Beschreibung
Aus der Quelle Fürstenborn entspringt der Klotzscher Steinborn, ein kleiner verrohrter Bach, der nach etwa 30 Metern in den Klotzscher Dorfbach mündet. Sowohl der Bach als auch die Quelle werden zum Teil als Steinborn bezeichnet. Die Quelle selbst wurde um das Jahr 1800 mit einer Einfassung versehen. Zum Schutz vor Verunreinigungen erhielt der Fürstenborn dazu ein kleines Gewölbe aus Sandstein, das mit einer schmiedeeisernen Tür verschlossen ist. Die Quelle samt Einfassung, Gewölbe und Tür, die sich heute auf einem Privatgrundstück befindet, steht unter der Objektnummer 09218151 unter Denkmalschutz.

## Geschichte
Es wird angenommen, dass die Quelle eine wichtige Rolle bei der Besiedlung des Gebietes durch die Slawen und somit bei der Gründung Klotzsches gespielt hat. Als der Ort im Jahr 1321 vom Meißner Bischof Withego II. von Colditz die Erlaubnis erhielt, eine eigene Kirche zu errichten, wurde das Wasser der Quelle als Weihwasser verwendet. Die Quelle galt damals als „besonderer Brunnen“, das Wasser als „wohltätig“. Mit der Reformation, die Heinrich der Fromme 1539 im albertinischen Sachsen einführte, verlor die Quelle ihre Bedeutung für die Kirche, da der Brauch des Weihwassers in der protestantischen Kirche nicht mehr gepflegt wurde.
Die an Klotzsche angrenzende Dresdner Heide wurde seit dem Mittelalter als Jagdgebiet für die Herrscher des Kurfürstentums Sachsen genutzt. Im Jahr 1583 wurde in der Nähe der Quelle ein Jagdhaus mit Stallung errichtet, um den kurfürstlichen Jagdgesellschaften bei mehrtägigen Jagden ein Quartier zu bieten. Die Quelle gewann dadurch wieder an Bedeutung. Ihr Wasser wurde als Trinkwasser benutzt, außerdem wurden hölzerne Wasserleitungen installiert, um den Pferdestall und die Jagdhütte zu versorgen. In dieser Zeit erhielt die Quelle ihren Namen Fürstenborn. Das Jagdhaus wurde im Dreißigjährigen Krieg 1637 durch schwedische Soldaten zerstört. Dieser und folgende militärische Konflikte beeinträchtigten auch den Wildbestand und damit das Jagdwesen in der Dresdner Heide massiv, so dass die Quelle ihre Funktion als Versorger der herrschaftlichen Jagdgesellschaften verlor. Der Name Fürstenborn jedoch blieb bestehen.
Eine Anfang der 1920er Jahre gebaute Straße, die nah an der Quelle vorbeiführt, erhielt den Namen Am Fürstenborn; seit 1945 heißt sie Am Steinborn.

## Historische Wahrnehmung
Christoph Heinrich Jenichen (1773–1838), von 1815 bis 1838 Pfarrer der evangelisch-lutherischen Kirche in Klotzsche, verarbeitete die Geschichte der Quelle in einem Gedicht.
Jenichen beginnt mit der Beschreibung der Quelle zu Zeiten lange vor der Besiedlung des Gebiets:

„Am Hange des Hügellands rinnet ein Quell,

Verborgen und still wie Kristalle so hell.

Er rann schon in grauesten Zeiten.

Da schwieg noch das Leben, da stand noch kein Haus,

Es ragte der Wald zu den Wolken hinaus,

Und Hirsche durchstreiften die Heiden.“

Danach beschreibt er die Niederlassung der Sorben und die damit verbundene Gründung des Ortes Klotzsche:

„Jahrtausende hingen mit ernstem Gesicht

Schon über des Quelles hellblinkendem Licht,

Und thatenlos flohen die Tage;

Da baute der sorgliche Sorbe sich an,

Er schöpfte den Quell und erlabte sich dran.

So meldet die Zunge der Sage.“

Die Nutzung der Quelle als Weihwasser für die katholische Kirche vor der Reformation beschreibt Jenichen in einer weiteren Strophe:

„Doch lichter und lichter erhellt sich die Welt,

Das Kreuz des Erlösers erringet das Feld,

Von Süden nach Norden getragen.

Nun stärkt sich der Glaube, nun weiht sich der Quell

Zum heiligen Wasser der Wunderkapell’;

Die Sündigen dürfen nicht zagen.“

Schließlich beschreibt Jenichen, wie die Quelle durch die kurfürstlich-sächsischen Jagdgesellschaften in der Dresdner Heide zu ihrem Namen Fürstenborn kam:

„Da war es, da rufte zum heimischen Born

Der fröhlichen Jagden fernhallendes Horn

Den dürstenden Fürsten des Landes.

Er sprengte heran auf stattlichem Roß,

Ihm nach der gewaltige, schmetternde Troß,

Und schöpfte, trotz Sternes und Bandes.
Umwölbt mir, gebot er, den rinnenden Quell,

Er mundet so lieblich, er blinket so hell,

Er trage den Namen der Fürsten

Und labe mein Volk, wenn der Sonnenball steigt

Und alles im brennenden Strahle sich neigt,

Erquicke die Pilger, die dürsten.“